# Glossocratus ledrellus
Glossocratus ledrellus är en insektsart som beskrevs av Evans 1955. Glossocratus ledrellus ingår i släktet Glossocratus och familjen dvärgstritar. Inga underarter finns listade i Catalogue of Life.